# Улётный транспорт
«Улётный транспорт» (англ. Soul Plane) — комедийный кинофильм от MGM, выпущенный в Соединённых Штатах 28 мая 2004 года (см. 2004 год в кино). В фильме снимались Кевин Харт, Method Man, Том Арнольд, Sommore, Д. Л. Хьюлей, Мо’Ник, К. Д. Обэ, Джон Уитерспун, Лони Лав, Рьян Пинкстон, Godfrey, Ying Yang Twins, Франкин Ди, Lil Jon и Snoop Dogg.
Картина повествует о человеке, который основал авиакомпанию, предоставляющую свои услуги афроамериканцам. Однако здесь есть и европейская семья во главе с Томом Арнольдом, которая также принимает участие в путешествии на «самолёте души».

## Сюжет
Этот полёт для Шона Уэйда (Кевин Харт) не предвещал ничего хорошего. Сначала он чуть не опаздывает на самолёт, потом его любимого четвероногого кореша сажают в клетку, а последний «клёво пахнущий» цыплёнок достаётся соседке, которая явно не разделяет музыкальных предпочтений парня. После обеда с несвежим бефстрогановым главному герою естественно захотелось по нужде, и он благополучно застревает в туалете, а самолёт переносит незначительную турбулентность и, в результате, его пса засасывает в реактивный двигатель. Затем Шон предъявляет иск авиакомпании и получает компенсацию в размере 100 000 000 долларов. Он решает использовать деньги, чтобы основать свою собственную авиакомпанию, под названием NWA (Nashawn Wade Airlines), чей акроним и логотип — это ссылка к рэп-группе N.W.A. Авиакомпания обслуживает афроамериканцев и специализируется на культуре хип-хопа. Терминал в аэропорту называется Малколм Икс, самолёт имеет гидравлику лоу-райдера, обтекатели на колёсах и танцевальный клуб. Демонстрационное видео перед полётом — пародия на песню «Survivor» группы Destiny’s Child.
Во время первого рейса вымышленной авиакомпании, позже в аэропорт заходит Капитан Мак (Snoop Dogg). Шон сталкивается с множеством проблем. Оказывается что Капитан Мак боится высоты. Он никогда не поднимался над землёй, потому что учился летать в тюрьме. Когда Шон узнаёт это, он спрашивает его, кто были те «летающие приятели», о которых Капитан Мак рассказывал ему, будто они из Воздушных сил. Капитан Мак показывает ему своё фото с членами Талибан, а на заднем плане играет музыка арабского стиля. Тем временем, кузен Маггси (Method Man) открывает миниатюрное казино и стрип-клуб в бизнес-классе (как видно в рабочей и неноминальной версиях фильма); экс-подруга Шона тоже на борту и совсем не рада видеть его. Семейство Ханки также, кажется, имеет свои проблемы; дочери Элвиса Ханки (Том Арнольд) скоро исполнится восемнадцать, и она уже планирует как использовать новоприобретённую свободу: пить спиртное и заниматься сексом; его сын превратился за несколько секунд в стереотипичного афроамериканца, а подруга заинтересовалась чёрными мужчинами после просмотра порнографического журнала.
Капитан Мак, по-видимому, умирает после поедания грибочков, которые второй пилот использует для успокоения зуда в своих гениталиях. Потом Шон пытается поговорить со вторым пилотом, но тот удачно поскользнулся на мокром полу около горячей ванной, и это вынуждает Шона попробовать посадить самолёт самостоятельно. Используя те знания, что бортпроводница узнала во время секса в кабине с пилотом в другом рейсе, Шон успешно сажает самолёт посреди Центрального парка (только обтекателей как ветром сдуло). Затем он возвращается к своей экс-подруге, после того как ранее раскрыл ей тайну разрыва: он не хотел, чтобы она ради него упустила возможность учиться в колледже. Капитан Мак вскоре приходит в себя и понимает, что находится на самолёте один.
Кино заканчивается тем, что Шон сообщает аудитории о судьбе своей команды. Он и его экс-подруга снова вместе, его кузен Маггси открыл стрип-клуб и казино на самолёте, подобно клубу в самолёте Шона, Элвис Ханки начал ухаживать за одной из абразивных охранниц авиакомпании (Mo’Nique), а сын Элвиса Ханки стал главным музыкальным видеодиректором, но исчез вскоре после съёмок видео Майкла Джэксона (это намёк на обвинения в педофилии, выдвинутые против Майкла Джэксона в 1993 и 2003 годах).

## В ролях
| Актёр                | Роль          |
| -------------------- | ------------- |
| Кевин Харт           | Нишон Уэйд    |
| Том Арнольд          | Мистер Ханки  |
| Method Man           | Маггси        |
| Snoop Dogg           | Капитан Мак   |
| Карен Оберт          | Джизелл       |
| Godfrey              | Геймэн        |
| Брайан Хукс          | ДиДжей        |
| Д. Л. Хьюлей         | Джонни        |
| Ариэль Кеббел        | Хитер Ханки   |
| Лони Лав             | Шанис         |
| Мо’Ник               | Ямика         |
| Рьян Пинкстон        | Билли Ханки   |
| Мисси Пайл           | Барбара Ханки |
| Sommore              | Черри         |
| София Вергара        | Бланка        |
| Гэри Энтони Уиллиамс | Флэйм         |
| Джон Уитерспун       | Незрячий      |
| Анджелл Конуелл      | Тамика        |

## Отзывы
Большинство обзоров этого фильма было негативным, из-за его стереотипичного изображения чёрной культуры. Rotten Tomatoes дали ему 17 %, ибо «он предлагает только худшие стереотипы и отталкивающий туалетный юмор».
В конце 2014 года он появился в списке «50 худших фильмов», составляемого журналом «Empire» по итогам читательского голосования, под номером 47. Выбор был обоснован следуюим образом: «Фильм был подан как „Аэроплан!“ на районе». Плохая идея для начала: подобно «Очень страшному кино», пародия на пародию проигрывает по всем статьям изначально. Однако с добавлением гиперболизированных расовых стереотипов (всех оттенков) и полным отсутствием юмора дело идет от просто плохого к ужасному. Если бы больше читателей ознакомилось с фильмом, он бы попал десятку победителей".

## Кассовые сборы
В США : $ 14 190 750
+ За рубежом: $631 596
Итого По Всему Миру: $14 822 346